# 埃达·墨索里尼
埃达·齐亚诺，原姓墨索里尼（義大利語：Edda Ciano, Countess of Cortellazzo and Buccari， 1910年9月1日—1995年4月8日）意大利法西斯独裁者貝尼托·墨索里尼与雷切尔·墨索里尼之长女，意大利政治家加莱阿佐·齐亚诺之妻。1945年其父被处决后否认曾参与国家法西斯党的活动。1930年代，齐亚诺在中国上海担任领事时，曾与中国政治人物张学良发生婚外情。

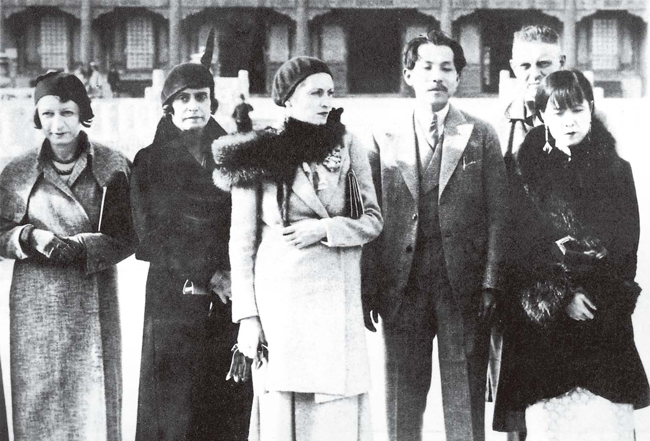
埃達·墨索里尼（張學良的右邊）、張學良和張的妻子于鳳至（張學良的左邊）